# Teatro de la Axerquía (Córdoba)
El teatro de la Axerquía es un teatro al aire libre de Córdoba, España, además de representación de conciertos y eventos culturales de cualquier índole. Se encuentra situado en la avenida Menéndez Pidal, junto al Parque Cruz Conde y la Colina de los Quemados.

## Historia
La construcción del teatro fue idea de Antonio Guzmán Reina, alcalde franquista de Córdoba entre 1962 y 1971. Las obras comenzaron en 1970, según los planos del arquitecto José Rebollo Dicenta, y su nombre original era Teatro al Aire Libre. Tiene una capacidad de 20.000 metros cuadrados y contó con un presupuesto de 9.234.567 pesetas. La inauguración oficial se produjo el 15 de septiembre de 1976, siendo alcalde Antonio Alarcón Constant, cuya primera obra representada fue Julio César de William Shakespeare, llevada a cabo por la Compañía Nacional de Teatro.
El 19 de octubre de 1993 se cierra el teatro al público para iniciar unas obras de remodelación que pretendían ampliar la capacidad del espacio y las dependencias del recinto. Debido a motivos políticos, urbanístico y financieros, las obras se paralizaron en verano de 1995 y no se volvieron a reanudar hasta febrero de 2004. Tras este largo periodo de inactividad, fue reinaugurado el 2 de julio de 2007, ya denominado Teatro de la Axerquía, con un concierto de Paco de Lucía, que abrió el Festival de la Guitarra ese año. Aún queda pendiente aún del comienzo de la tercera fase de las obras.
En diciembre de 2015 se inauguró una placa en honor a su arquitecto José Rebollo Dicenta en el teatro tres años después de su fallecimiento.